# Vecqueville
Vecqueville település Franciaországban, Haute-Marne megyében. Lakosainak száma 506 fő (2022. január 1.). Vecqueville Autigny-le-Grand, Chatonrupt-Sommermont, Joinville és Thonnance-lès-Joinville községekkel határos.

## Népesség
A település népessége az elmúlt években az alábbi módon változott:
| Lakosok száma | 809  | 766  | 746  | 626  | 610  | 564  | 529  | 512  | 510  | 506  |
|               | 1968 | 1982 | 1990 | 2006 | 2013 | 2015 | 2017 | 2019 | 2020 | 2022 |